# Янковська Катерина Костянтинівна
Катерина Костянтинівна Янковська (нар. 7 лютого 1949, місто Кривий Ріг Дніпропетровської області) — українська радянська діячка, вчителька математики Криворізької середньої школи № 51 Дніпропетровської області. Депутат Верховної Ради УРСР 9-го скликання. 

## Біографія
З 1966 р. — робітниця, вихователька дитячого садка.
Закінчила Криворізький державний педагогічний інститут.
З 1969 р. — вчителька математики Криворізької середньої школи № 51 Дніпропетровської області.
Проживає у Кривому Розі Дніпропетровської області.

## Нагороди
- ордени
- медалі